# Fella
Die Fella (furlanisch Fele, slowenisch Bela) ist ein Fluss im Nordosten Friauls, Oberitalien und durchfließt das Val Canale (Kanaltal) von Camporosso (Saifnitz) bei Tarvis bis Pontebba (Pontafel) sowie den Canal del Ferro (Eisental) als südliche Fortsetzung des Kanaltales bis Carnia, wo sie als Delta in den Tagliamento mündet. Der Name geht auf das dort in Richtung Süden verschiffte Eisen aus Tarvis zurück, wo die Eisenproduktion im 15. Jahrhundert eine Blütezeit erlebte.

## Geographie
Die Fella entspringt als Torrente Fella (Fellabach) nordwestlich von Camporosso, strebt ostwärts an den Ortsrand und wendet sich dort an der Wasserscheide Mittelmeer–Schwarzes Meer am Saifnitzer Sattel (Sella di Camporosso) nach Westen. Ab dort spricht man von Kanaltal, und ab etwa dort oder etwas weiter in Ugovizza (Uggowitz) von Fiume Fella (Fellafluss). Sie ändert ihre Fließrichtung bei Pontebba nach Süden und fließt bei Chiusaforte wieder westwärts. Erst knapp vor der Deltamündung in den Tagliamento wendet sie sich nochmals nach Süden.
Die Bezeichnung Fellatal ist nur allgemeingeographisch für den Lauf der Fella im westlichen Kanaltal und durch das Eisental üblich, aber kein Landschaftsname. Zwei Seitentäler aus der Karnischen Region erreichen die Fella: das Tal des Wildbaches Pontebbana sowie das Aupatal bei Moggio Udinese. Drei weitere Seitentäler kommen von Osten aus der Bergwelt der Julischen Alpen: Dognatal, Raccolanatal und Résiatal.
Die wichtigsten Ortschaften entlang des Flusses sind Camporosso, Malborghetto, Pontebba, Pietratagliata, Dogna, Chiusaforte, Resiutta und Carnia.

## Verkehr
Durch das Kanal- und Eisental führen die Staatsstraße (Strada statale) SS13 Pontebbana, die Autobahn A23 Alpe–Adria sowie die Pontebbana, die Bahnlinie von Villach über Tarvis nach Udine. Die ursprünglich dem Tal folgende Bahnstrecke wurde durch eine Neubaustrecke ersetzt (Neue Pontebbana). Die Reste des alten Streckenverlaufs sind noch an vielen Stellen zu sehen und werden als Radweg nachgenutzt.

## Bildergalerie

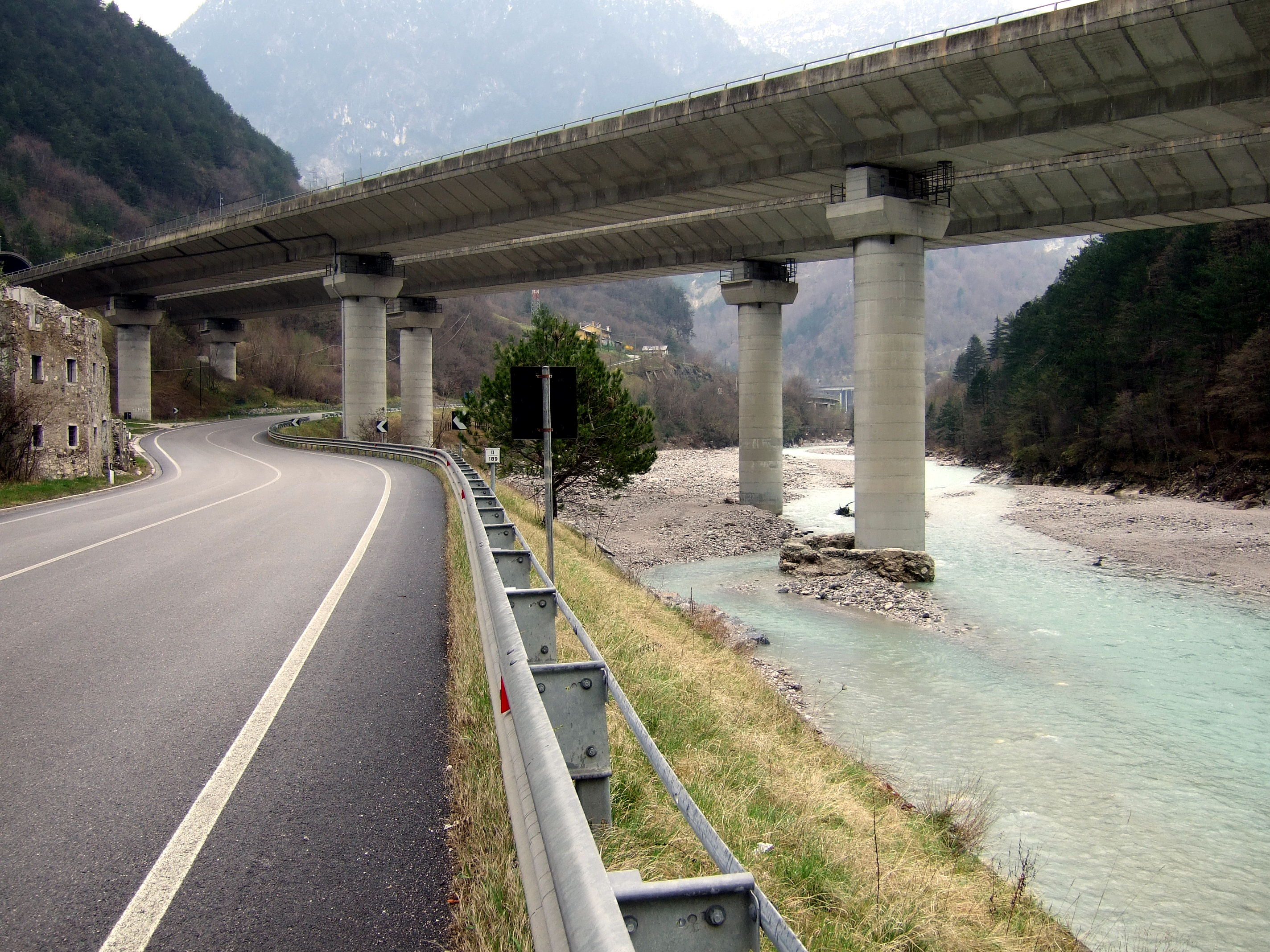
Fella-Tal bei Dogna mit Staatsstraße und Autobahnbrücke
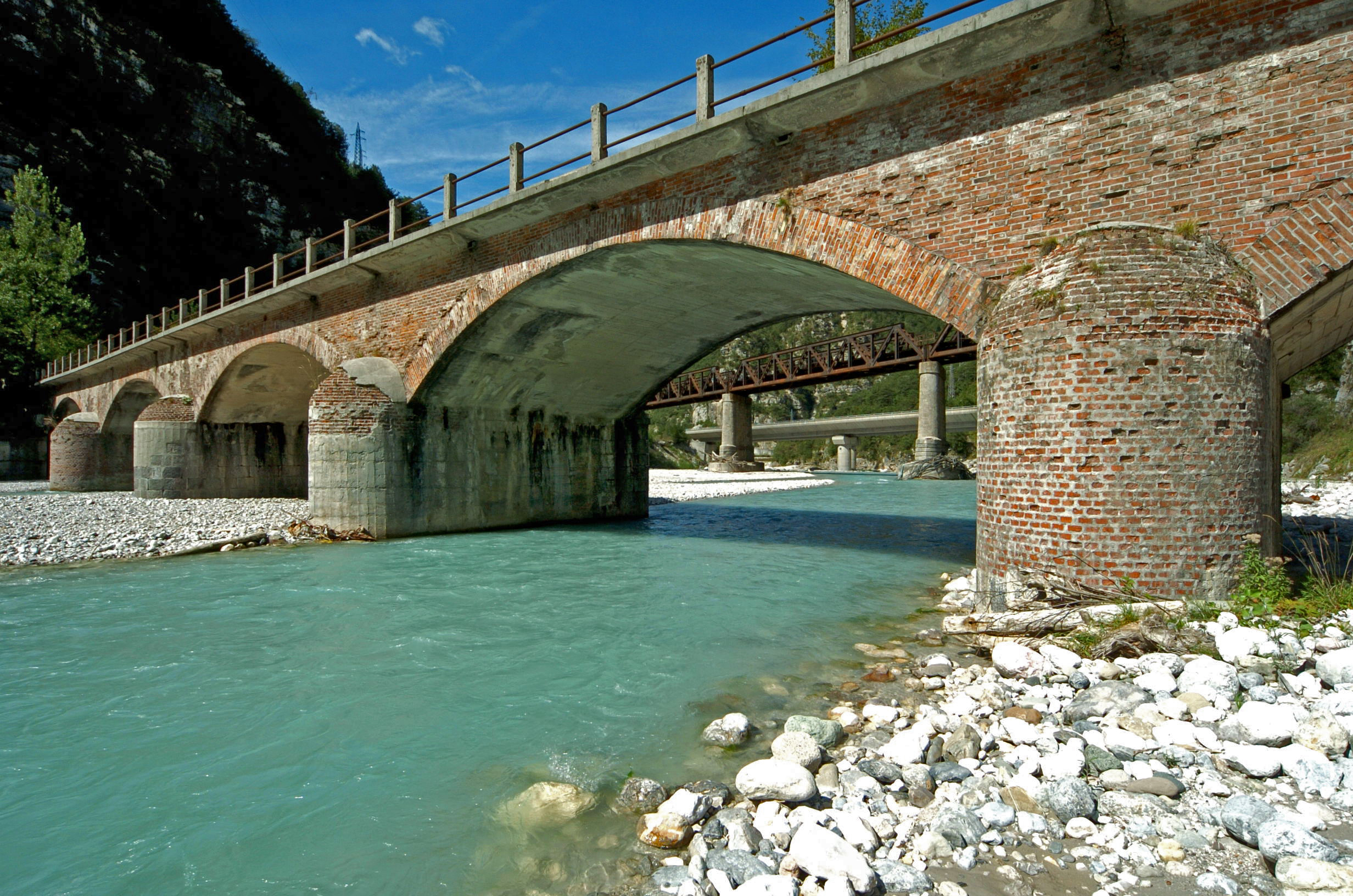
Alte Straßenbrücke über die Fella im Gemeindegebiet von Chiusaforte
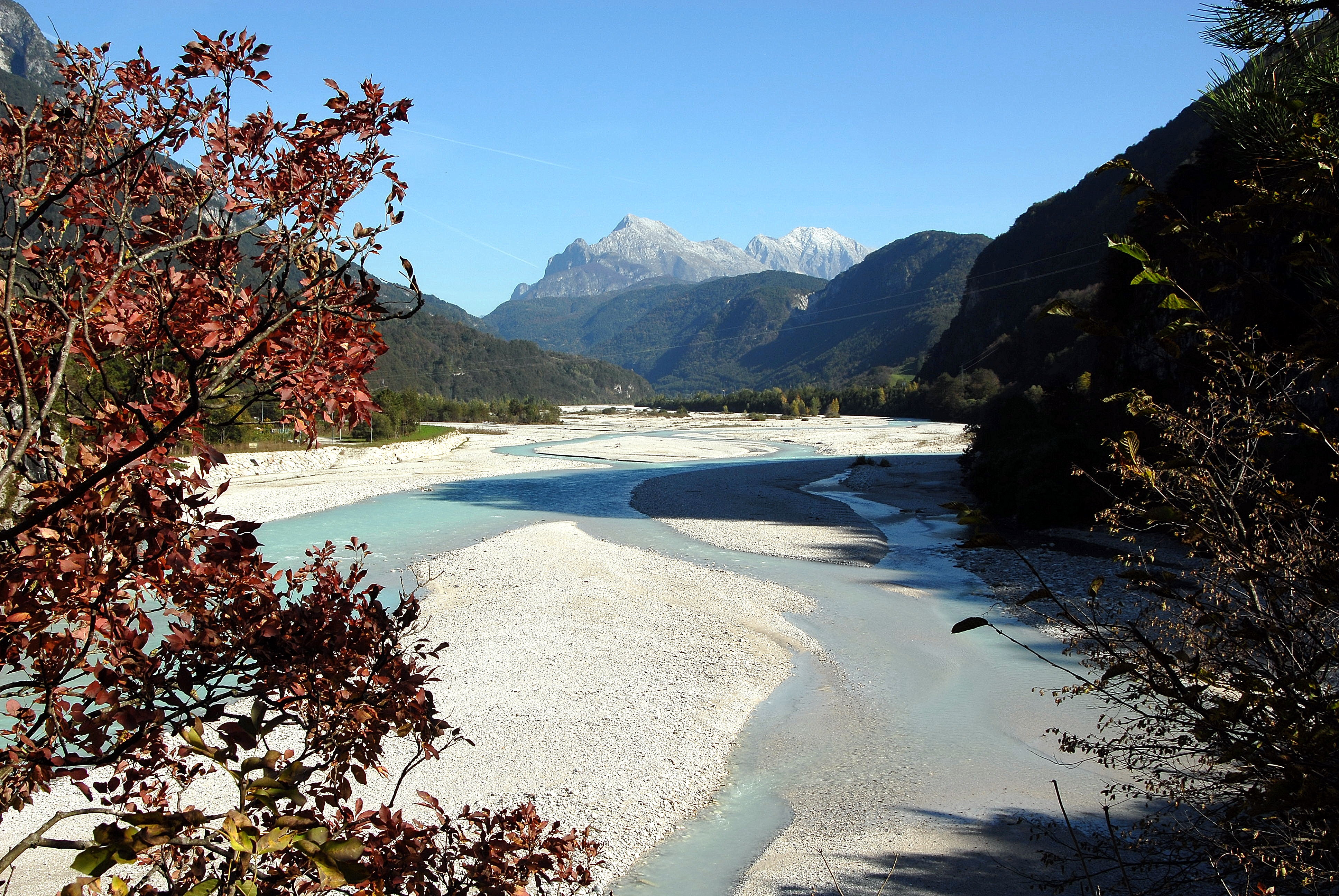
Fella-Tal zwischen Resiutta und Moggio Udinese
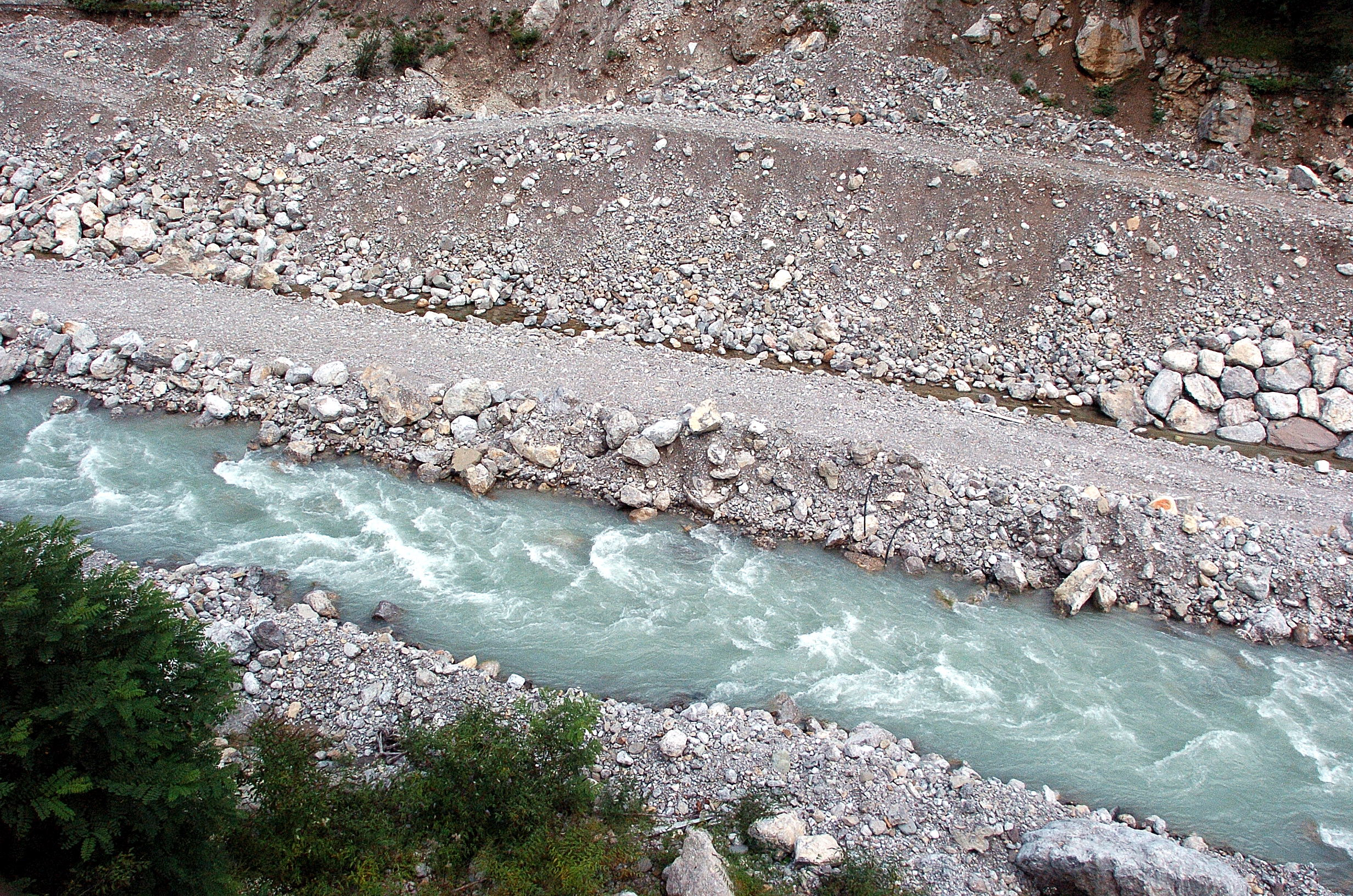
Fella-Fluss bei Pietratagliata
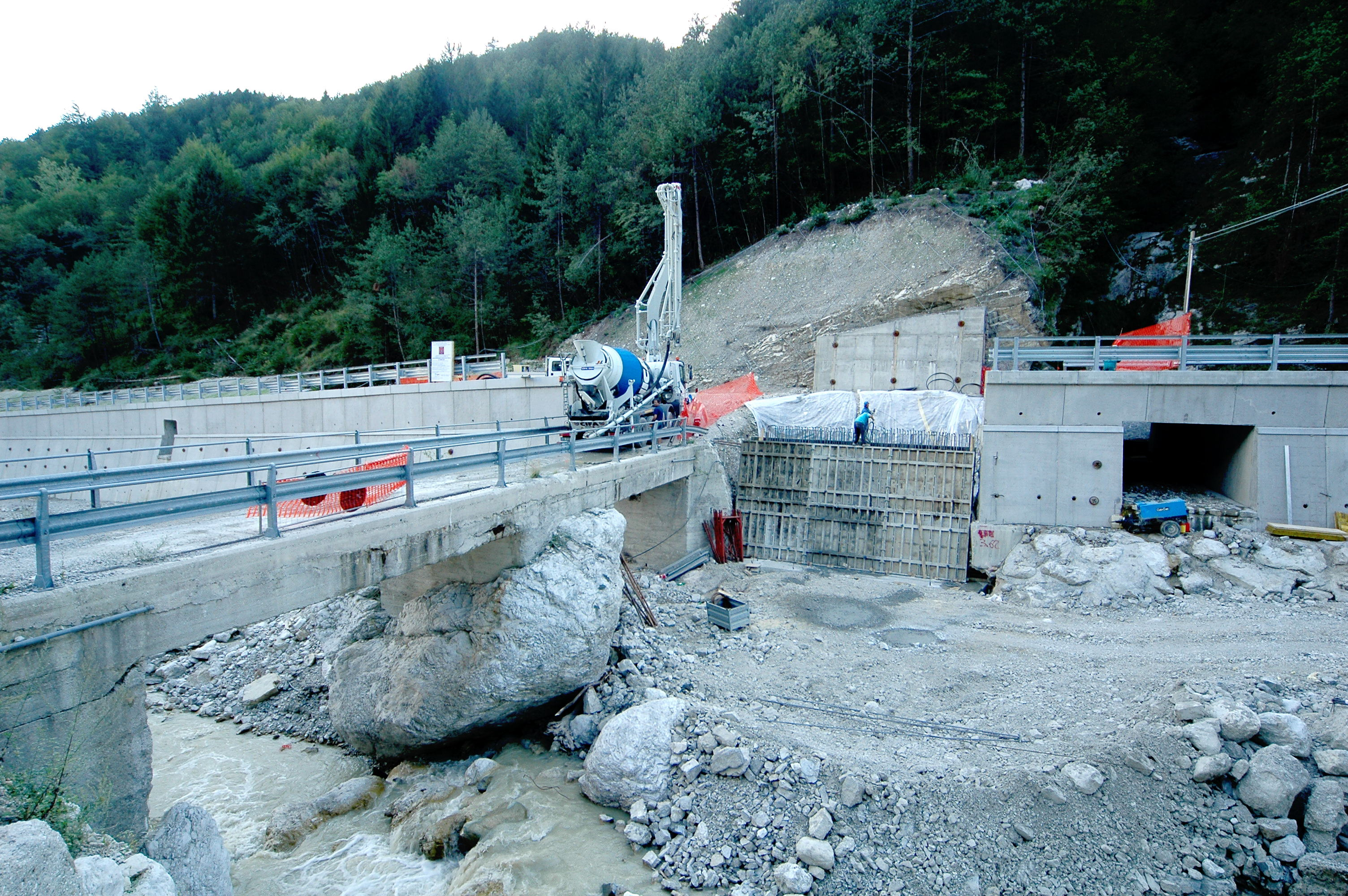
Instandsetzungsarbeiten an der Straße im Aupa-Tal (Nebental des Eisentales) bei Moggio Udinese als Folge des Hochwassers von 2003
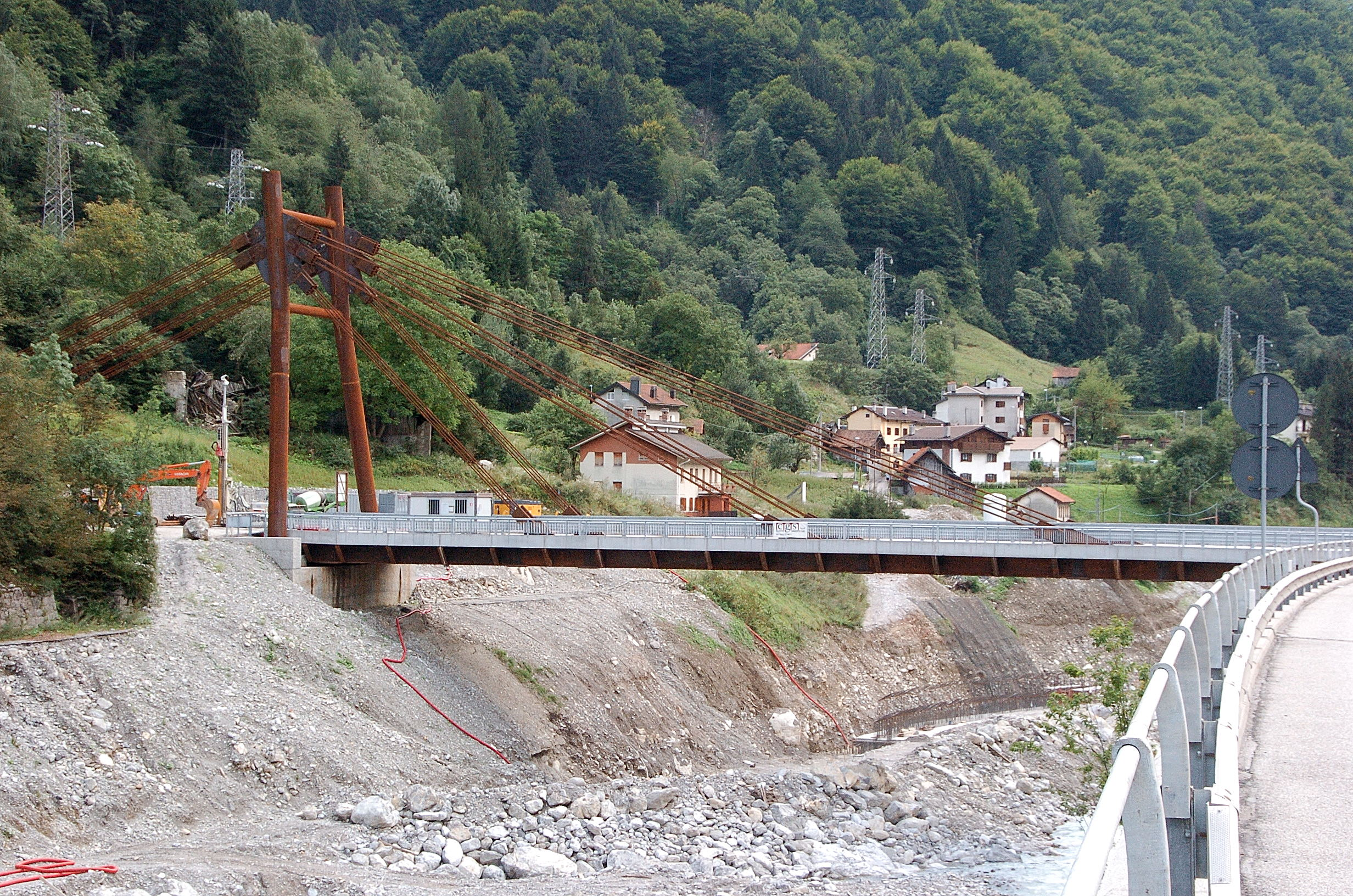
Neue Fellabrücke nahe Pietratagliata
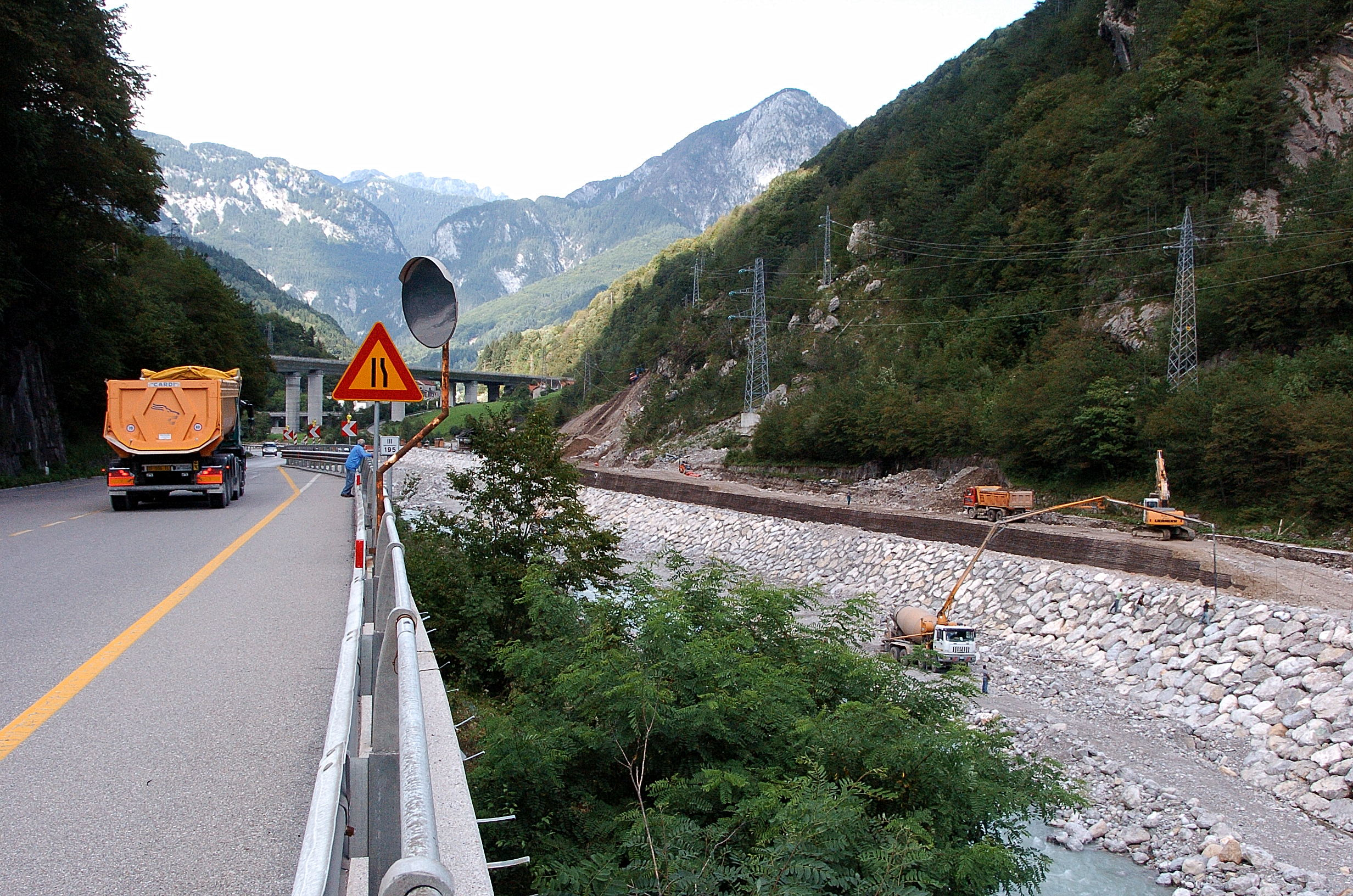
Arbeiten zur Wiederherstellung des Fella-Flussbetts bei Pietratagliata
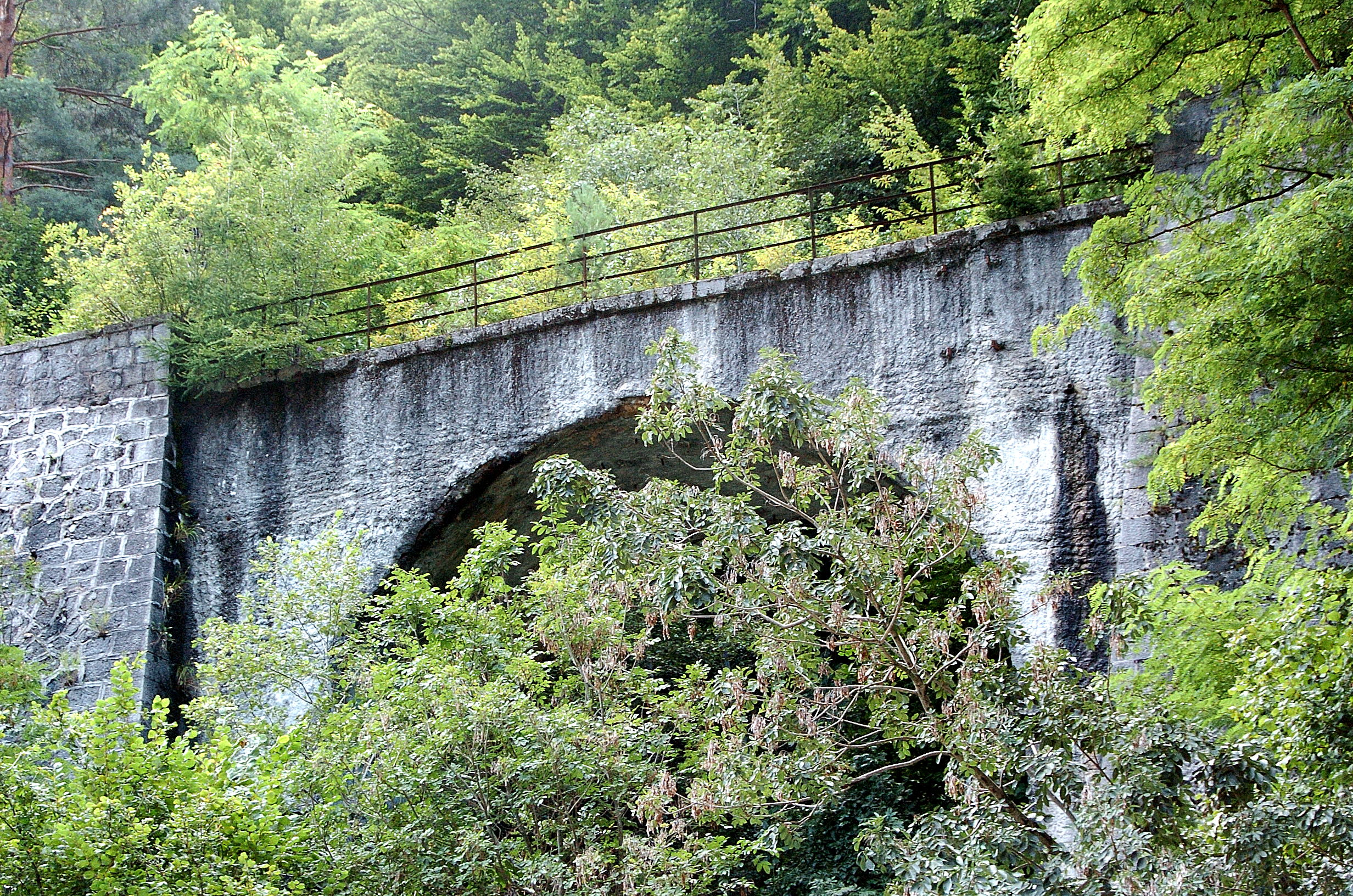
Brücke der alten, aufgelassenen Eisenbahnlinie „Pontebbana“ bei Pietratagliata